# Farewell Baghdad
Farewell Baghdad é um filme de drama iraniano de 2010 dirigido e escrito por Mehdi Naderi. Foi selecionado como representante da Irã à edição do Oscar 2011, organizada pela Academia de Artes e Ciências Cinematográficas.

## Elenco
- Mazdak Mirabedini - Daniel Dalca
- Pantea Bahram - Rebecca
- Mostafa Zamani - Saleh Al Marzouk
- Cris Cyrus Saidi - Sean Miller
- Reza Mohammady - Nick Wilson
- Majid Bahrami
- Arya Shakeri
- Adnan Shahtalai